# Penkivka, Litîn
Penkivka (în ucraineană Пеньківка) este localitatea de reședință a comunei Penkivka din raionul Litîn, regiunea Vinnița, Ucraina.

## Demografie
Componența lingvistică a localității Penkivka
     Ucraineană (98,58%)
     Rusă (1,15%)
     Alte limbi (0,09%)
Conform recensământului din 2001, majoritatea populației localității Penkivka era vorbitoare de ucraineană (98,58%), existând în minoritate și vorbitori de rusă (1,15%).